# Skogh
Skogh var en adelsätt som var introducerad på riddarhusen i Stockholm och Riga. Ätten utslocknade i Sverige sannolikt 1804. Ätten tillkom i samband med att ryttmästaren Peter Skogh, född Skog, adlades den 1 november 1661. Han äktade Sofia Fitinghoff, dotter till Johan von Vietinghoff och Christina Ryning. Bland bemärkta ättlingar märks prins Daniel.